# Sole rosso
Sole rosso (Soleil Rouge) è un film del 1971 diretto da Terence Young.

## Trama
1870. Agganciata ad un treno diretto dalla costa occidentale a quella orientale degli Stati Uniti d'America, viaggia una lussuosa carrozza sulla quale l'ambasciatore del Giappone trasporta una preziosa spada da samurai, dono del Mikado al presidente Grant. Ma insieme alla carrozza viaggia anche un carro con monete in oro. Il treno viene assalito dalla banda di Gauche e di Link. Il colpo ha successo, ma Gauche vuole tenere per sé il bottino e cerca di far fuori il socio facendo saltare in aria il carro sul quale Link sta finendo il lavoro. Vista la preziosa spada, Gauche se ne appropria, non esitando ad uccidere con un colpo di pistola uno dei samurai che cercava d'impedirgli il furto. Mentre Gauche se ne va con la sua banda, l'altro samurai, Kuroda, gli urla dietro che lo troverà ed ucciderà. Ma un'altra persona vuole la pelle, e soprattutto il bottino, di Gauche: Link. Questi, creduto morto dai complici, è invece vivo. L'ambasciatore giapponese incarica Kuroda di ritrovare la preziosa spada, dandogli una settimana di tempo: se per allora egli non sarà tornato con la preziosa spada recuperata nella sperduta stazione ove il treno nel frattempo si è fermato, entrambi dovranno fare seppuku. Link viene costretto, sotto minaccia di morte, a far da guida a Kuroda. I due partono, appiedati e privi di armi da fuoco.
I due si mettono sulle tracce degli ex complici di Link, il quale fa di tutto per liberarsi del samurai, non riuscendoci. Sorpresi in una fattoria alcuni complici di Gauche, che stanno cercando di rintracciare le figlie del padrone per violentarle, li uccidono e si impossessano di due cavalli, riprendendo la loro ricerca. Perse le tracce dei banditi, Link decide di andare ove sicuramente arriverà anche Gauche: il bordello, diretto da Pepita, dove vive Christina, la donna di Gauche, sito in uno sperduto villaggio del Messico. Nel frattempo Link ha modo di apprezzare le qualità guerriere ed umane di Kuroda, il quale cita ad ogni piè sospinto il Bushidō, codice d'onore dei samurai. Qui in effetti Gauche si fa vivo subito, ma per interposta persona: giungono infatti quattro suoi uomini per prelevare Christina e portarla dal capo. Link e Kuroda ne uccidono tre, risparmiando Wyatt, incaricato di tornare da Gauche per riferirgli che hanno la sua ragazza e che se la rivuole deve venirsela a prendere in una missione abbandonata a circa un giorno di viaggio a cavallo dal villaggio, portando naturalmente con sé la spada, dopo di che i due, insieme ad una riluttante Christina, si dirigono all'appuntamento. Durante il viaggio Link riesce con uno stratagemma a strappare la promessa a Kuroda, che questi non ucciderà subito Gauche, ma darà a lui il tempo per fargli confessare dove ha nascosto il bottino.
In vista quasi della meta, Christina, scambiando in distanza un gruppetto di comanche per gli uomini di Gauche,  fugge a cavallo verso di loro ma viene catturata da costoro, che decidono di ucciderla ed i suoi due accompagnatori intervengono appena in tempo a salvarla dalla morte, uccidendo tutti i comanche, tranne il capo, che riesce a nascondersi e fuggire. Giunti alla missione con Christina, i due cadono nell'agguato teso loro da Gauche e le cose si metterebbero male per loro, se non giungessero in forze i comanche, decisi a vendicare i compagni uccisi. È giocoforza allearsi e Link e Kuroda si uniscono a Gauche ed ai suoi per far fronte al comune nemico. La battaglia è dura, Kuroda dà una dimostrazione di grande bravura guerriera eliminando un bel numero di comanche, e tutti gli uomini di Gauche muoiono. Rimasti loro soli, Gauche uccide con un colpo di pistola Kuroda, Link, che si era affezionato al samurai, uccide a sua volta Gauche, rinunciando quindi alla possibilità di recuperare il bottino.
Nella scena finale, Link si reca alla stazione ove l'ambasciatore giapponese aveva dato appuntamento a Kuroda e in vista del treno imperiale appende la spada recuperata, dall'ormai defunto samurai, ad un  cavo in modo che l'ambasciatore la possa recuperare; Link se ne va scegliendo la direzione verso cui dirigersi avendo affidato la scelta ad un "testa o croce" fatto con una moneta.